# Холланд-Корн, Кедра
Кедра Николь Холланд-Корн (англ. Kedra Nicol Holland-Corn; род. 5 ноября 1974 года, Хьюстон, штат Техас, США) — американская профессиональная баскетболистка, выступавшая в женской национальной баскетбольной ассоциации. Была выбрана на драфте ВНБА 1999 года во втором раунде под общим 14-м номером клубом «Сакраменто Монархс». Играла на позиции разыгрывающего защитника.

## Ранние годы
Кедра Холланд родилась 5 ноября 1974 года в городе Хьюстон (штат Техас).